# Allsvenskan i handboll för herrar 1979/1980
Allsvenskan i handboll 1979/1980 vanns av HK Drott, men LUGI vann SM-slutspelet och blev svenska mästare. Lag 1-4 gick till SM-slutspel. Lag 10 fick spela nerflyttningskval, medan lag 11-12 flyttades ner till Division II.

## Slutställning
| Nr | Lag                    | S  | V  | O | F  | GM  | IM  | MS  | P  |
| -- | ---------------------- | -- | -- | - | -- | --- | --- | --- | -- |
| 1  | HK Drott (RM)          | 22 | 16 | 3 | 3  | 515 | 473 | +42 | 35 |
| 2  | Ystads IF              | 22 | 14 | 2 | 6  | 465 | 415 | +50 | 30 |
| 3  | IK Heim                | 22 | 13 | 4 | 5  | 528 | 486 | +42 | 30 |
| 4  | Lugi HF                | 22 | 13 | 2 | 7  | 506 | 459 | +47 | 28 |
| 5  | Västra Frölunda IF (U) | 22 | 10 | 3 | 9  | 457 | 462 | −5  | 23 |
| 6  | Vikingarnas IF         | 22 | 10 | 2 | 10 | 467 | 468 | −1  | 22 |
| 7  | Redbergslids IK        | 22 | 10 | 1 | 11 | 424 | 415 | +9  | 21 |
| 8  | SoIK Hellas            | 22 | 8  | 3 | 11 | 461 | 454 | +7  | 19 |
| 9  | H43 (U)                | 22 | 8  | 2 | 12 | 433 | 462 | −29 | 18 |
| 10 | IFK Kristianstad       | 22 | 7  | 2 | 13 | 450 | 525 | −75 | 16 |
| 11 | IF Guif                | 22 | 5  | 2 | 15 | 444 | 487 | −43 | 12 |
| 12 | AIK                    | 22 | 4  | 2 | 16 | 417 | 459 | −42 | 10 |

## SM-slutspelet

### Semifinaler
- LUGI–HK Drott 15–18, 22–18, 24–22 (LUGI vidare)
- Ystads IF–IK Heim 24–25, 24–22, 20–17 (Ystads IF vidare)

### Finaler
- LUGI–Ystads IF 18–19, 20–19, 19–17 (e.förl.) (LUGI svenska mästare)

Segrare: LUGI
En mycket dramatisk finalomgång mellan LUGI och Ystad IF. Finalspelet skulle avgöras i bäst av två matcher. Första finalmatchen spelades i Lund, och slutade 16-15. Det som skulle bli den avgörande matchen spelades i Ystad, och slutade med hemmaseger, 17-16. För att kora de svenska mästarna beslutades om en tredje match, och eftersom LUGI gjort flest mål på bortaplan spelades matchen i Lund. LUGI fick sin främste spelare (Claes Ribendahl) skadad i första halvlek vilket naturligtvis var ett stort avbräck, och man kom i underläge direkt. När det återstod några få minuter av matchen ledde Ystad med 16-12, och det tycktes vara avgjort. Med lite drygt minuten kvar hade försprånget krympt till 17-15. LUGI lyckades kvittera i slutsekunderna, och matchen gick till förlängning. Ystad lyckades inte samla sig, och LUGI vann till slut matchen med 19-17.

## Skytteligan
|   | Spelare          | Lag              | Antal mål |
| - | ---------------- | ---------------- | --------- |
| 1 | Claes Ribendahl  | LUGI             | 176       |
| 2 | Lennart Ebbinge  | IFK Kristianstad | 149       |
| 3 | Bertil Söderberg | SoIK Hellas      | 145       |
| 4 | Mats-Ola Jansson | IF Guif          | 143       |
| 5 | Stig Sánta       | Redbergslids IK  | 135       |

- Källa: [1]